# Garcia I Galíndez
Garcia I Galíndez, o Mau (?-833), foi conde de Aragão de 820 a 833. 
Filho de Galindo Belascotenes, casou-se com Matrona, filha de Aznar I Galíndez conde de Aragão. Matou seu cunhado Centulfo e repudiou Matrona para se casar com Nunila Iñiguez, filha de Iñigo Arista rei de Pamplona, com a qual teve um filho, Galindo Garcés. Segundo a tradição, isto sucedeu porque Centulfo e o seu irmão Galindo I Aznárez fizeram-lhe uma partida, encerrando-o numa casa na noite de São João.
Em 820, Iñigo Arista forneceu-lhe um pequeno exército com o qual depôs Aznar I Galíndez e tomou a governação do Condado de Aragão.
Em 824, apoiou Iñigo contra uma expedição franca no Reino de Navarra ordenada por Luís, o Piedoso e comandada pelos condes Elbe e Aznar. Com a ajuda de Muça ibne Fortune, da família dos Banu Cassi, os francos foram derrotados.
Segundo algumas fontes, em 833 deixou a governação do condado para o seu filho Galindo Garcés.
| Reinos cristãos da Península Ibérica | Reinos cristãos da Península Ibérica | Reinos cristãos da Península Ibérica | Reinos cristãos da Península Ibérica | Reinos cristãos da Península Ibérica | Reinos cristãos da Península Ibérica | Reinos cristãos da Península Ibérica | Reinos cristãos da Península Ibérica | Reinos cristãos da Península Ibérica | Reinos cristãos da Península Ibérica | Reinos cristãos da Península Ibérica | Reinos cristãos da Península Ibérica | Reinos cristãos da Península Ibérica | Reinos cristãos da Península Ibérica | Reinos cristãos da Península Ibérica | Reinos cristãos da Península Ibérica |          |
| ------------------------------------ | ------------------------------------ | ------------------------------------ | ------------------------------------ | ------------------------------------ | ------------------------------------ | ------------------------------------ | ------------------------------------ | ------------------------------------ | ------------------------------------ | ------------------------------------ | ------------------------------------ | ------------------------------------ | ------------------------------------ | ------------------------------------ | ------------------------------------ | -------- |
| Galiza Monarcas e Consortes          | Leão Monarcas e Consortes            | Astúrias Monarcas e Consortes        | Castela Monarcas e Consortes         | Toledo Monarcas e Consortes          | Granada Monarcas e Consortes         | Múrcia Monarcas e Consortes          | Xaém Monarcas e Consortes            | Sevilha Monarcas e Consortes         | Córdova Monarcas e Consortes         | Navarra Monarcas e Consortes         | Aragão Monarcas e Consortes          | Maiorca Monarcas e Consortes         | Valência Monarcas e Consortes        | Portugal Monarcas e Consortes        | Algarve Monarcas e Consortes         |          |
| Coroa de Leão                        | Coroa de Leão                        | Coroa de Leão                        | Coroa de Castela                     | Coroa de Castela                     | Coroa de Castela                     | Coroa de Castela                     | Coroa de Castela                     | Coroa de Castela                     | Coroa de Castela                     | Navarra Monarcas e Consortes         | Coroa de Aragão                      | Coroa de Aragão                      | Coroa de Aragão                      | Coroa de Portugal                    | Coroa de Portugal                    |          |
| Espanha Monarcas e Consortes         | Espanha Monarcas e Consortes         | Espanha Monarcas e Consortes         | Espanha Monarcas e Consortes         | Espanha Monarcas e Consortes         | Espanha Monarcas e Consortes         | Espanha Monarcas e Consortes         | Espanha Monarcas e Consortes         | Espanha Monarcas e Consortes         | Espanha Monarcas e Consortes         | Espanha Monarcas e Consortes         | Espanha Monarcas e Consortes         | Espanha Monarcas e Consortes         | Espanha Monarcas e Consortes         | Portugal                             | Portugal                             | Portugal |